# Liste der Monuments historiques in Saint-Plaisir
Die Liste der Monuments historiques in Saint-Plaisir führt die Monuments historiques in der französischen Gemeinde Saint-Plaisir auf.

## Liste der Bauwerke
| Bezeichnung       | Beschreibung                  | Standort | Kennzeichnung | Schutzstatus | Datum | Bild           |
| ----------------- | ----------------------------- | -------- | ------------- | ------------ | ----- | -------------- |
| Kirche St-Plaisir | Erbaut ab dem 12. Jahrhundert | (Lage)   | PA00093282    | Inscrit      | 1926  | weitere Bilder |

## Liste der Objekte
| Bezeichnung        | Beschreibung          | Standort                        | Kennzeichnung | Schutzstatus | Datum | Bild |
| ------------------ | --------------------- | ------------------------------- | ------------- | ------------ | ----- | ---- |
| Vier Kerzenständer | vergoldet             | in der Kirche St-Plaisir (Lage) | PM03001664    | Inscrit      | 1992  |      |
| Vier Kerzenständer | versilbert            | in der Kirche St-Plaisir (Lage) | PM03001665    | Inscrit      | 1992  |      |
| Glocke             | Bronze, 1626 gegossen | in der Kirche St-Plaisir (Lage) | PM03000467    | Classé       | 1906  |      |